# Bannatyne Club
Le Bannatyne Club était une société de publication de textes (text publication society), fondée par Sir Walter Scott pour l'impression des rares travaux intéressant l'Écosse, que ce soit en histoire, poésie, ou littérature en général. Elle fut appelée ainsi en honneur de George Bannatyne et sa célèbre anthologie de littérature écossaise, le Bannatyne Manuscript. Jusqu'à sa dissolution en 1861, 116 volumes furent imprimés.

## Membres

### Membres fondateurs du7 février 1823
- Sir Walter Scott
- Thomas Thomson
- Thomas Kinnear
- David Laing
- William Adam de Blair Adam
- Sir William Arbuthnot, 1st Baronet
- James Ballantyne
- William Bannatyne, Lord Bannatyne
- Robert Bell
- John Clerk, Lord Eldin
- Henry Cockburn, Lord Cockburn
- Archibald Constable
- David Constable
- Robert Dundas d'Arniston
- Robert Graham de Balgowan
- Henry Jardine d'Harwood
- Rev. John Lee
- James Maidment
- Gilbert Laing Meason
- John Murray, Lord Murray
- Robert Pitcairn
- Sir Samuel Shepherd
- James Skene of Rubislaw
- George Smythe
- Patrick Fraser Tytler (1823)

### Nouveaux membres admis le25 novembre 1823
- Gilbert Elliot-Murray-Kynynmound, 2e comte de Minto
- George Chalmers
- William Blair d'Avonton
- James T. Gibson-Craig
- Andrew Skene
- Thomas Maitland, Lord Dundrennan

### Derniers membres
- George Hamilton-Gordon, 4e comte d'Aberdeen (1827)
- Alexander Hamilton, 10e duc de Hamilton (1828)
- Comte d'Ashburnham
- John Russell (6e duc de Bedford)
- Henry Vassall-Fox, 3e Baron de Hollande
- Cosmo Innes
- Thomas Maitland
- Robert Pitcairn

## Publications
Ses publications représentent une source d'informations qui est peu utilisée sur certains champs : ainsi les cartulaires ecclésiastiques.
- Memoirs touching the Revolution in Scotland, originally published 1714, Colin Lindsay, 3rd Earl of Balcarres, (1841).